# 黄永楠
Co.Co.（1953年—）是台灣的漫畫家，本名為黃永楠，另一筆名為苦苦。出生於臺北縣淡水鎮（今新北市淡水區）。

## 人物
美麗島事件大審期間，他的「阿歪正傳」在訴求言論自由的時代背景下，格外受到注目。他在《縱橫》、《台北一周》發表對大審的感言，其中所流露出的幽默感令人會心一笑。之後，在政治氣氛不佳之下，他被迫出走國外，從歐洲流浪到美國，落腳於《美洲中國時報》，之後在以「二馬」的幽默漫畫紅回台灣。他早期似乎受到英國漫畫家隆納德·塞爾斯行草式畫風的刺激和啟示，尤其擅長以各種妖魔鬼怪及野獸比喻各種社會亂象。

## 簡歷
- 台北工專建築工程科畢業。
- 1979年於《八十年代》、《美麗島》發表評論漫畫。
- 1974年服兵役時參加陸軍總司令部保防漫畫比賽獲得冠軍。
- 1988年解嚴後，Co.Co.回到台北。
- 1990年代在全台十多家媒體發表政治評論漫畫和四格幽默漫畫
- 2000年已成為報紙、雜誌的當紅漫畫家
- 21世紀初他依然是台灣評論漫畫的旗手，從《中國時報》、《中時晚報》、《時報週刊》、《自由時報》、《聯合晚報》、《自立晚報》、《聯合晚報》、《新新聞》、《商業周刊》、《今周刊》，處處可見他的漫畫作品。

## 作品一覽
- 阿歪正傳
- 戰國時代
- 歪科醫生
- 老馬餐廳
- 二馬

## 外部連結
- CoCo Cartoons （Facebook 粉絲專頁） （页面存档备份，存于）